# ローレンティン (オランダ王子妃)
ペトラ・ローレンティン・ブリンクホルスト（Petra Laurentien Brinkhorst、1966年5月25日 - ）は、オランダ王国のコンスタンチン王子の妻であり、アレクサンダー国王とマキシマ王妃との義理の妹である。結婚を通じて貴族位を獲得しなかったものの、結婚以来、日常的にローレンティン妃（オランダ語：prinses Laurentien、英語：Princess Laurentien）の名で呼ばれている。
父のローレンス・ヤン・ブリンクホルストは、オランダ副首相・欧州議会議員などを歴任した政治家・外交官である。ローレンスは1982年から1987年まで欧州連合駐日大使として日本へ赴任し、ローレンティンも東京の東京国際フランス学園へ通学していた。

## 結婚と子供
2000年12月16日にコンスタンティン王子との婚約が発表された。2001年5月17日に市民を前にした結婚式が、ハーグにある旧ハーグ市会議事堂でハーグ市長のWim Deetman によって行われた。2日後の5月19日、聖ヤコブ教会の大聖堂で教会の結婚式は行われ、カレル・テル・リンデン牧師が司会を務めた。
コンスタンティン王子とローレンティン妃には3人の子供がいる。
- エロイーゼ（2002年6月8日（23歳））
- クラウス＝カシミール(2004年3月21日（21歳））
- レオノーレ（2006年6月3日（19歳））

コンスタンティン王子、ローレンティン妃とその子たちは2015年にブリュッセルからハーグに引っ越した。